# 福祉健康の森健康公園
福祉健康の森健康公園（ふくしけんこうのもりけんこうこうえん）は埼玉県久喜市に位置する都市公園（地区公園）である。

## 概要
この公園は、合併前の南埼玉郡菖蒲町により整備された。公園内は室内温水プール（アクレ）を中心として整備されており、屋外には広場が設けられている。この他、公園施設の周囲を囲むように歩道（ランニングロード）が整備されている。

## 施設
- 室内温水プール（アクレ）
- 遊具
- トイレ
- 駐車場
- 歩道（ランニングロード）

## 所在地
- 〒346-0104
- 埼玉県久喜市菖蒲町三箇153-1

## 交通
- 朝日バス「菖蒲仲橋」バス停より徒歩にて南南東へ（星川（見沼代用水）の左岸側（東側）を下流方面へ）約13分。

## 周辺
- 中島用水路
- 水と緑のふれあいロード
- 星川
- 上田用水
- 久喜市立菖蒲中学校
- しらさぎ公園
- 見沼代用水土地改良区
- 久喜市菖蒲文化会館（アミーゴ）（久喜市立菖蒲図書館）